# Gęśle (skała)

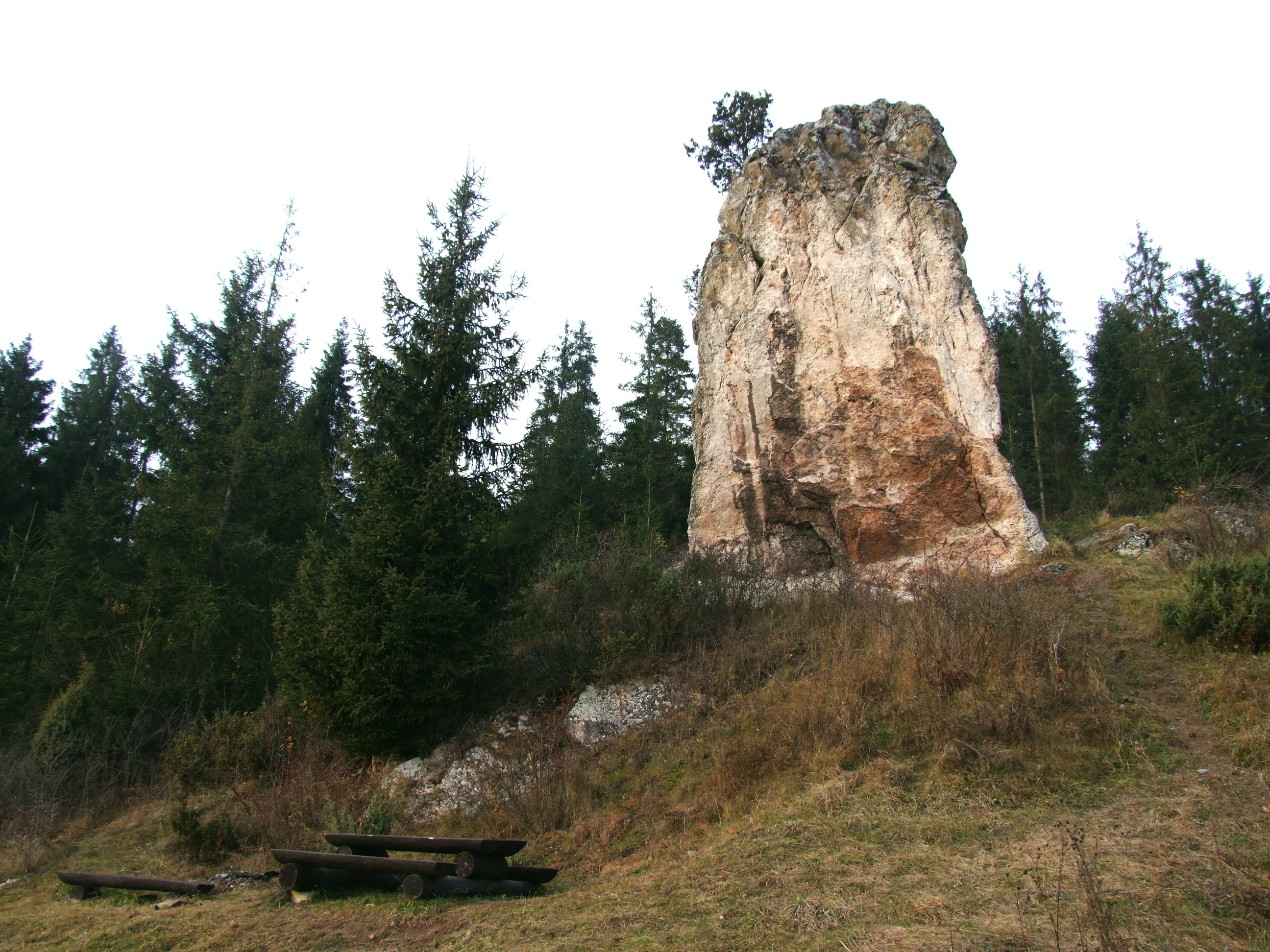

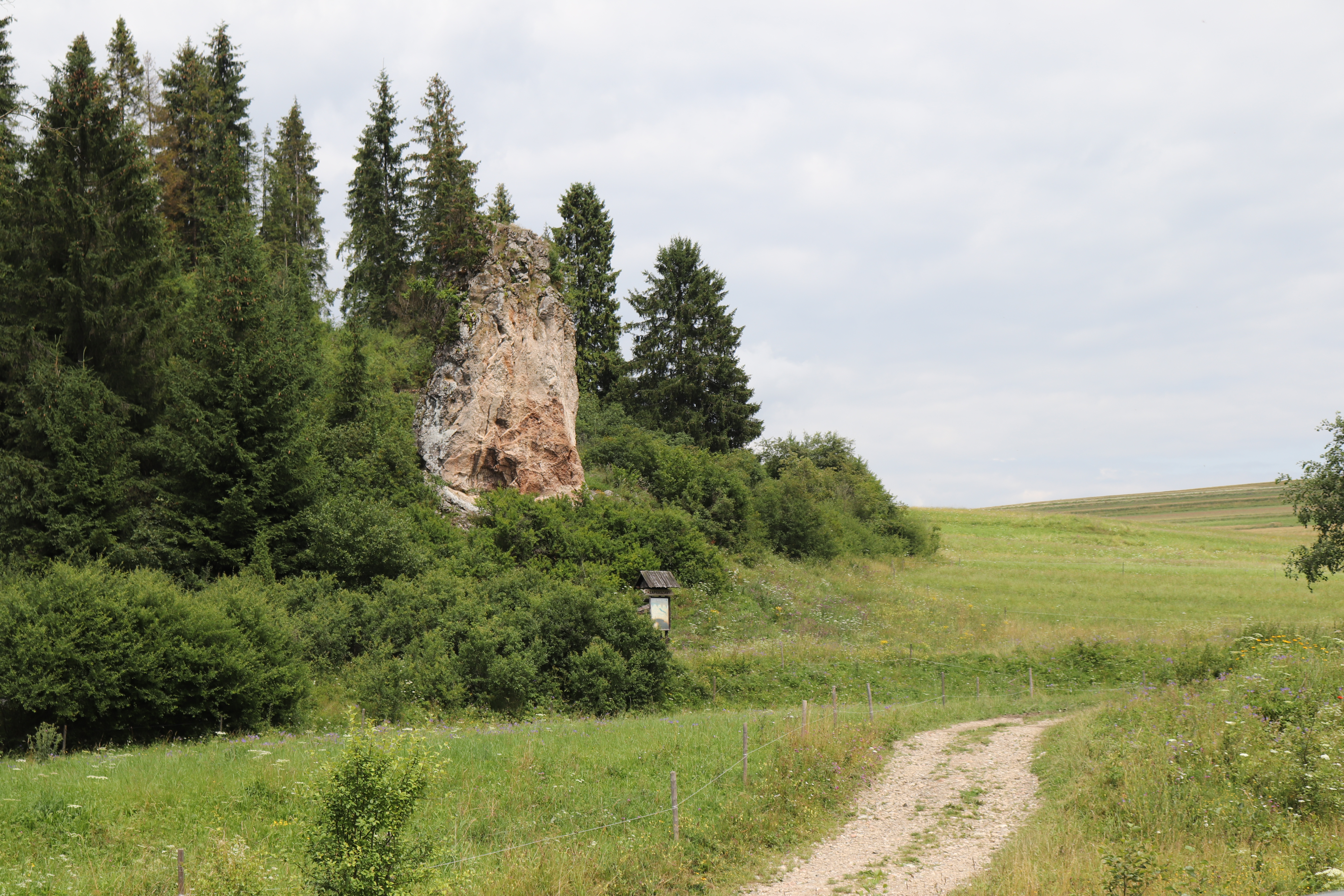

Gęśle – maczuga skalna w grupie Lorencowych Skałek w Pieninach Spiskich. Skałki te znajdują się we wsi Krempachy na polach na południe od zabudowanego obszaru tej miejscowości, a Gęśle są u ich południowo-zachodniego podnóża. Geoportal podaje ich wysokość 634 m n.p.m., Józef Nyka 670 m. Ich wysokość względna wynosi 10–12 m. Nazwa skały pochodzi od kształtu podobnego do gęśli, dawnego góralskiego, smyczkowego instrumentu muzycznego.
Południowa część skałki Gęśli zbudowana jest z czerwonych, pionowych ławic wapieni bulastych formacji czorsztyńskiej. Większą część skały tworzą jasnokremowe wapienie mikrytowe. Pod mikroskopem widoczne w nich są liczne kalpionelle formacji dursztyńskiej pochodzące z wczesnej kredy. Obydwa rodzaje tych skał są najpłytszą sukcesją w basenie pienińskim, który w mezozoiku był jedną z najbardziej północnych gałęzi oceanu Tetydy.
Gęśle stanowią dominujący element krajobrazu i są jedyną tego rodzaju skałą w całym Pienińskim Pasie Skałkowym. Wraz z należącymi do Lorencowych Skałek Basami jest pomnikiem przyrody nieożywionej. Znajdują się w granicach wsi Krempachy w województwie małopolskim, w powiecie nowotarskim, w gminie Nowy Targ.

## Szlaki turystyczne
– czerwony szlak rowerowy. Odcinek z Krempach do Dursztyna.